# Steve Souza
Steve "Zetro" Souza (ur. 24 marca 1964) – amerykański wokalista i autor tekstów. Steve "Zetro" Souza znany jest m.in. z wieloletnich występów w zespole Tenet, który współtworzy od 1996 roku. W latach 80. XX w. był członkiem wczesnej inkarnacji zespołu Testament, wówczas działającego pod nazwą Legacy. W drugiej połowie lat 80. Souza dołączył do zespołu Exodus, wraz z którym zyskał pewną popularność. W grupie występował w latach 1986-1992 i 2002-2004. W latach późniejszych wokalista zaangażował się w projekty Dublin Death Patrol i Hatriot. W 2014 roku ponownie zasilił szeregi Exodus.
Jego barwa głosu przypomina głos wokalisty AC/DC, Bona Scotta i zaprezentował to w kilku coverach AC/DC nagranych wraz z Exodus w latach '80. Muzyk od 2009 jest członkiem "cover bandu" tegoż zespołu działającego pod nazwą AC/DZ.

## Dyskografia
Exodus
- 1987 – Pleasures of the Flesh
- 1988 – Fabulous Disaster
- 1990 – Impact Is Imminent
- 1991 – Good Friendly Violent Fun
- 1992 – Force of Habit
- 2004 – Tempo of the Damned
- 2014 - Blood In, Blood Out

Testament
- 2001 – First Strike Still Deadly

w utworach: 10 – Alone In The Dark, 11 – Reign of Terror
Dublin Death Patrol
- 2007 – DDP 4 Life

Tenet
- 2009 – Sovereign

## Filmografia
- Get Thrashed (2006, film dokumentalny, reżyseria: Rick Ernst)[8]